# Дембицький повіт
Дембіцький повіт (пол. powiat dębicki) — один з 21 земських повітів Підкарпатського воєводства Польщі. Утворений 1 січня 1999 року внаслідок адміністративної реформи.

## Загальні дані
Повіт знаходиться у західній частині воєводства.
Адміністративний центр — місто Дембіца.
Станом на 1.01.2008 населення становить 132 585 осіб, площа 777,48 км².

## Демографія
Демографічні дані повіту станом на 30.06.2005:
|       | Всього  | Всього | Жінки  | Жінки | Чоловіки | Чоловіки |
| ----- | ------- | ------ | ------ | ----- | -------- | -------- |
|       | осіб    | %      | осіб   | %     | осіб     | %        |
| Повіт | 132 429 | 100    | 66 980 | 50,6  | 65 449   | 49,4     |
| Міста | 51 549  | 100    | 26 518 | 51,4  | 25 031   | 48,6     |
| Села  | 80 880  | 100    | 40 462 | 50    | 40 418   | 50       |